# Percy Spencer
Percy LeBaron Spencer (* 9. Juli 1894 in Howland, Maine; † 8. September 1970 in Newton, Massachusetts) war ein US-amerikanischer Ingenieur und Erfinder. Er wurde als Erfinder des Mikrowellenherds bekannt.

## Leben
Spencers Vater starb 1897, als Percy drei Jahre alt war, und seine Mutter verließ ihn kurze Zeit später. Er lebte danach bei einer Tante, einer Weberin. Bereits mit zwölf Jahren, nachdem er die Schule nach der siebten Klasse ohne Abschluss verlassen hatte, begann er in einer Spinnerei als Maschinistenlehrling zu arbeiten.
Beeindruckt durch die Titanic-Katastrophe ging er 1912 zur US-Marine und wurde Funker. Nebenbei arbeitete er bei Wireless Specialty Apparatus, einem der führenden Funkgerätehersteller in den USA während des Ersten Weltkrieges. Dort arbeitete er auch, nachdem er die Marine 1918 verlassen hatte, bis die Firma Konkurs anmeldete. Seine theoretischen und praktischen Kenntnisse erwarb er im Selbststudium. Seit 1925 arbeitete er bei Raytheon, damals eine kleine Firma, die Leistungsröhren für Verstärker herstellte. Spencer wurde dort Leiter des Forschungslabors mit Sitz in der Nähe des MIT, mit dem er zahlreiche Kontakte hatte.
Als 1941 die ersten Magnetrons aus Großbritannien bei Raytheon in Lizenz nachgefertigt wurden, leitete Spencer die Abteilung für Leistungsröhren. Er verbesserte die Konstruktion des Magnetrons so tiefgreifend, dass die Produktionsrate von 17 pro Tag auf 2600 pro Tag gesteigert werden konnte, mit wesentlichen Auswirkungen auf den Nachtbombereinsatz und die Seekriegsführung. Auch verbesserte er die Leistungsfähigkeit und Haltbarkeit der Magnetrone. Für seinen Einsatz erhielt er den Navy Distinguished Public Service Award der US-Navy, die höchste Auszeichnung für Zivilpersonen.
1945 fand er durch Zufall heraus, dass man mit Mikrowellen Speisen erwärmen konnte. 1947 konnte Raytheon mit dem Radarange einen kommerziellen Mikrowellenofen vorstellen, der jedoch fast zwei Meter hoch war, 400 kg wog und zwischen 2000 und 3000 US-Dollar kostete. Ab 1967 verkaufte Raytheon ein Modell für den Haushalt, das nach heutiger Rechnung mehr als 3500 Dollar kostete. Der Arbeitgeber zahlte Spencer vertragsgemäß einmalig zwei Dollar für das Patent US2495429 (A). Später wurde er in den Vorstand von Raytheon berufen. Im Laufe seiner Karriere reichte er 300 Patente ein. Spencer war verheiratet und hatte drei Kinder.
1953 wurde Spencer in die American Academy of Arts and Sciences gewählt.